# Муром
Му́ром (рос. Муром) — місто у Росії, адміністративний центр Муромського району Владимирської області; до самого району не входить, з 2006 року утворює міський округ Муром.
Населення міста 104 тис. чоловік (2025), міського типу округи (Муром та 9 селищ) — 123,9 тис. чоловік (2010). Муром є третім за кількістю населення містом Владимирської області після Владимира та Коврова.
Великий залізничний вузол Горьківської залізниці на лінії Москва — Казань.
Місто розташоване на лівому березі річки Ока, за 137 км від Владимира, на межі з Нижньогородською областю.

## Географія
Місто розташоване на лівому березі річки Ока, лівій притоці річки Волга.

## Археологія
У південній місцевості Карачарове (колишньому селі Муромського повіту) на лівому березі річки Ока розташована Карачаровська стоянка — пам'ятка давньокам'яної доби.

## Історія
Місто вперше згадується в 862 році у Повісті минулих літ 
 пѣрвии наслѣдници в Новѣгородѣ Словенѣ, и в Пол̑о̑тьскѣ Кривичи, Ростовѣ Мерѧне, Бѣлѣѡзерѣ Весь, Муромѣ Мурома, и тѣми всѣми ѡбладаше Рюрикъ..
 Першим муромським князем був Гліб Володимирович. 1013 року Гліб Володимирович поставлений муромським князем, сам Муром утримували місцеві нобілі з угро-фінського племені мурома, тому князь прожив два роки в таборі під мурами своєї столиці. 1088 року місто було захоплене волзькими булгарами. За ухвалою Любецького з'їзду (1097) Чернігівське князівство було поділено на удільні князівства: Чернігівське, Новгород-Сіверське і Муромо-Рязанське, Муром стає столицею Муромо-Рязанського князівства. 1127 року удільне князівство виділилось у самостійне, а 1145 року розпалось на два окремих — Муромське та Рязанське. 1392 року місто переходить до складу Московської держави.
В 1792 та 1805 роках місто зазнало великих пожеж. Нове місто почало забудовуватись за наказом Катерини II у грудні 1788 року. В 1997 році до складу міста було включене смт Вербовський.

## Населення
| 1574     | 1669     | 1678     | 1705     | 1710     | 1730     | 1769     |
| -------- | -------- | -------- | -------- | -------- | -------- | -------- |
| 149      | ↗1212    | ↗1266    | ↗1960    | ↗2245    | ↗3300    | ↘2750    |
| 1784     | 1785     | 1817     | 1838     | 1839     | 1849     | 1856     |
| ↗3670    | ↗4031    | ↗5369    | ↗6632    | ↗9618    | ↘9109    | ↗10 800  |
| 1866     | 1869     | 1870     | 1871     | 1873     | 1896     | 1897     |
| ↘10 026  | ↗10 029  | ↗10 703  | ↘10 003  | ↗10 579  | ↗15 679  | ↘12 600  |
| 1900     | 1903     | 1906     | 1909     | 1911     | 1913     | 1914     |
| ↗13 987  | ↘13 957  | ↘13 000  | ↗14 000  | ↗16 000  | ↗16 500  | ↗22 930  |
| 1917     | 1920     | 1923     | 1926     | 1931     | 1937     | 1939     |
| ↘19 000  | ↘14 667  | ↗17 054  | ↗24 292  | ↗26 800  | ↗40 000  | ↗40 079  |
| 1959     | 1961     | 1962     | 1965     | 1967     | 1970     | 1971     |
| ↗71 567  | ↗81 000  | ↗83 000  | ↗100 000 | ↘96 000  | ↗98 839  | ↗110 801 |
| 1973     | 1975     | 1976     | 1979     | 1982     | 1985     | 1986     |
| ↘105 000 | ↗123 000 | ↘110 000 | ↗114 270 | ↗118 000 | ↗136 000 | ↘120 000 |
| 1987     | 1989     | 1990     | 1991     | 1992     | 1993     | 1994     |
| ↗124 000 | ↗124 229 | ↗142 000 | ↘126 000 | ↗127 000 | →127 000 | →127 000 |
| 1995     | 1996     | 1997     | 1998     | 1999     | 2000     | 2001     |
| ↗144 000 | ↘143 000 | ↘126 000 | ↗142 000 | ↗143 200 | ↘142 400 | ↘139 500 |
| 2002     | 2003     | 2004     | 2005     | 2006     | 2007     | 2008     |
| ↘126 901 | ↘126 900 | ↘125 100 | ↘123 600 | ↘122 100 | ↘120 800 | ↘119 400 |
| 2009     | 2010     | 2011     | 2012     | 2013     | 2014     | 2015     |
| ↘118 224 | ↘116 075 | ↘115 865 | ↘114 047 | ↘112 609 | ↘111 474 | ↘110 746 |
| 2016     | 2017     | 2018     |          |          |          |          |
| ↘110 070 | ↘109 809 | ↘109 072 |          |          |          |          |

## Економіка
В місті працюють заводи стрілочний, машинобудівний, тепловозний, радіоелектронний, приладобудівний, радіозавод, ремонтно-механічний, арматурний, деревообробний, залізобетонних виробів, покрівельних матеріалів, лікеро-горілчаний, декстриновий, борошномельний та льонозавод, фабрики взуттєва, швейна, хлібокомбінат, молококомбінат та, м'ясокомбінат. Всі підприємства міста в 2007 році виробили продукції на 9,6 млрд руб.

## Культура та освіта
В місті діють філіали Владимирського державного університету, Московського психолого-соціального інституту, РДОУ шляхів сполучення; медичне училище, педагогічний коледж, технікум радіобудування, ліцей, 2 ПТУ; 47 шкіл.

## Видатні місця
- Пам'ятник Іллі Муромцю

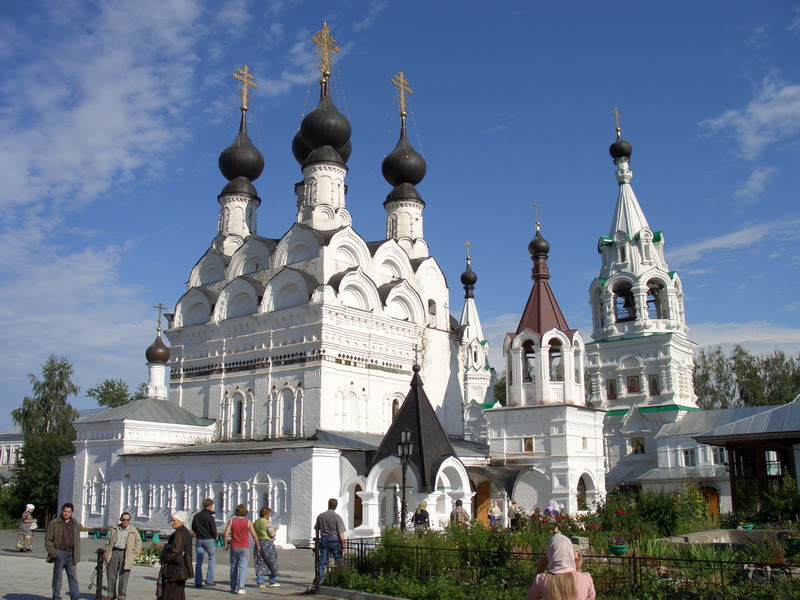
Троїцький собор

- Паровоз бронепоїзду «Ілля Муромець»
- Миколо-Набережна церква (1700)
- Воскресенський монастир з храмом (1658)
- Благовещенський монастир (1553) з собором (1664) та Стефановської церквою (1716)
- Троїцький монастир (1643) з собором (1642), Казанською церквою (1648) та шатровою дзвіницею (1652)
- Спаський монастир (XI) з собором (XVI)
- Церква Косьми й Демьяна (1556)
- Космодемьянська церква (1804)

## Відомі люди
- Арбатова Марія Іванівна — російська письменниця, громадський діяч
- Гастелло Микола Францевич — льотчик, Герой Радянського Союзу
- Гладков Олександр Костянтинович — російський драматург та літературознавець
- Гліб Володимирович — муромський князь, син київського князя Володимира Святославовича
- Губкін Іван Михайлович — радянський геолог, академік та віце-президент АН СРСР
- Діонісій (Валединський) — митрополит Православної Церкви в Польщі
- Ілля Муромець — відомий руський богатир
- Ілейка Муромець — керівник селянсько-козацького повстання під проводом Болотникова в 1606-07 роках, отаман терських козаків
- Зворикін Володимир Кузьмич — російський винахідник в сфері телебачення
- Зворикін Костянтин Олексійович — інженер-технолог в сфері технології металів
- Святі Петро та Февронія — покровителі любові та благополуччя в сім'ї
- Казанцев Олександр Іванович — іконописець
- Константинов Петро Олександрович — російський актор
- Куликов Іван Семенович — російський художник
- Лосєв Віктор Васильович — радянський футболіст, заслужений майстер спорту СРСР
- Микита Давидов — один найкращих зброярів XVII століття
- Микита (Добронравов) — кандидат богослів'я, церковний історик
- Погарський Михайло Валентинович — російський письменник та художник
- Прокудін-Горський Сергій Михайловичч — російський фотограф
- Прокуроров Олексій Олексійович — радянський лижник, олімпійський чемпіон, заслужений майстер спорту СРСР
- Роман Всеславич — князь ізяславський і слуцький з династії Рюриковичів, гілки Ізяславичів Полоцьких.
- Рябінін Олексій Валерійович (* 1970) — російський вчений-економіст, політик.
- Шипов Сергій Юрійович — російський шахіст, письменник
- Шляпников Олександр Гаврилович — революціонер, керівник групи «робітничої опозиції»

## Галерея

Пам'ятник Іллі Муромцю на Княжій горі.
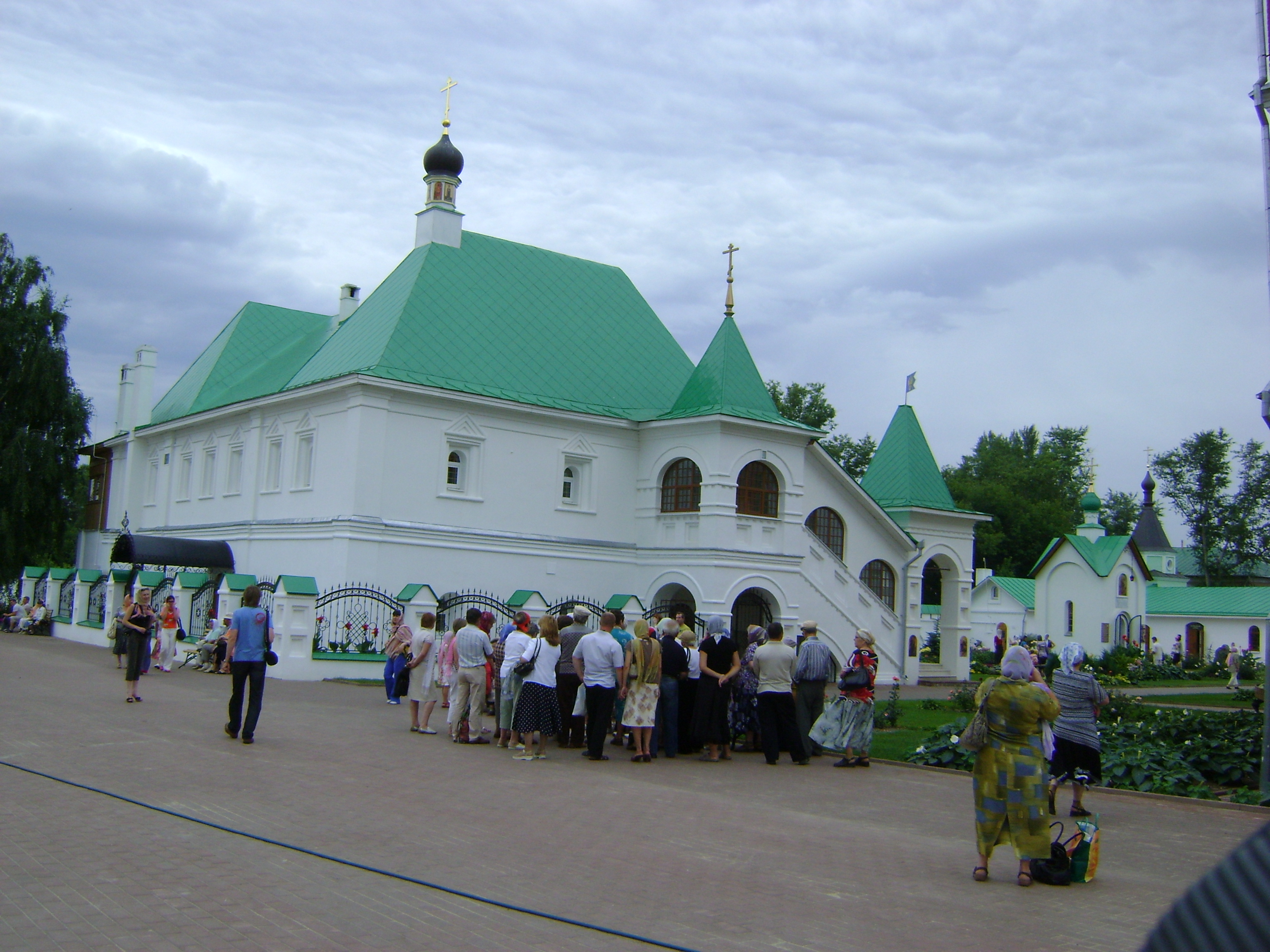
Паломники у монастирі.
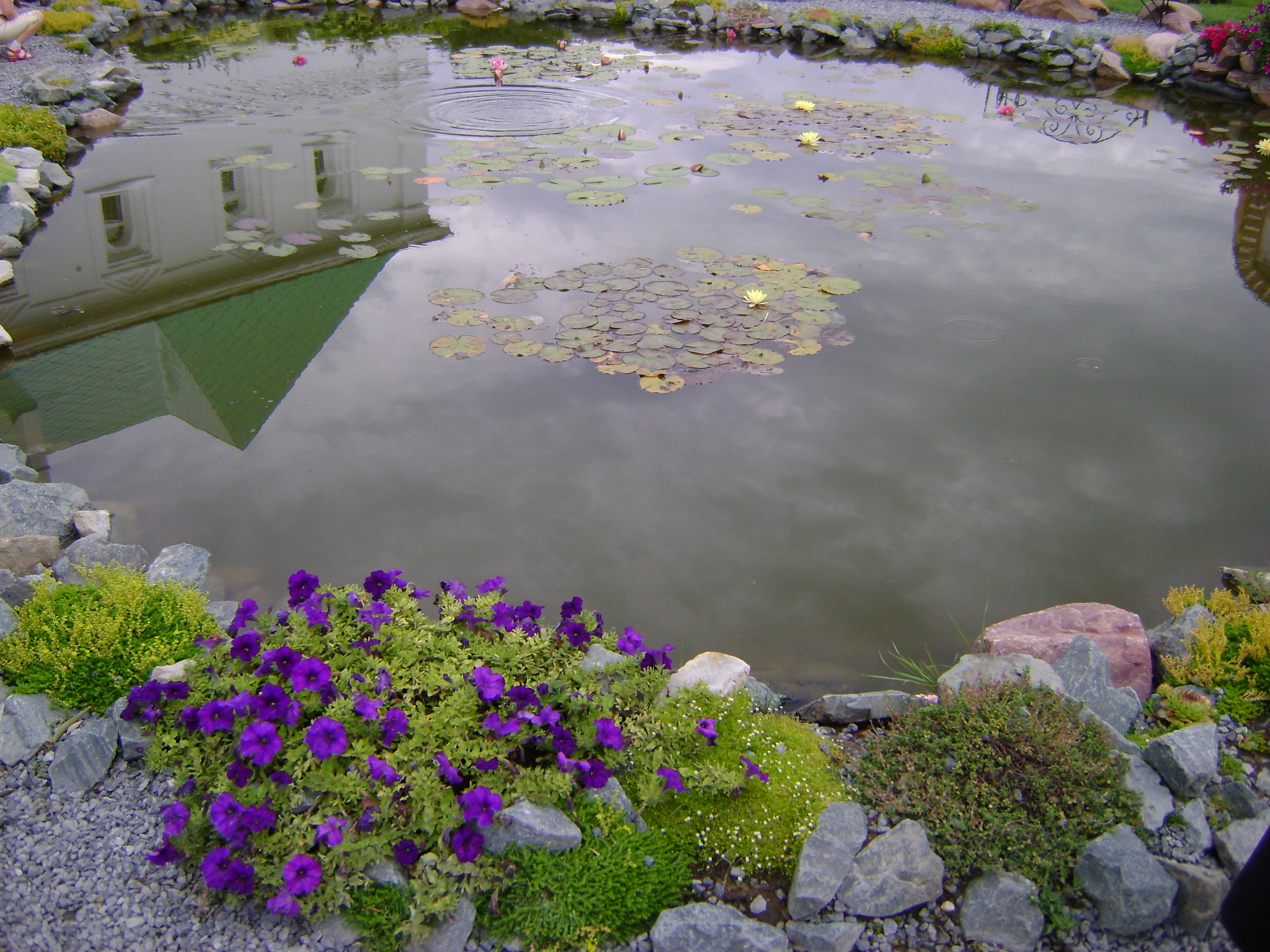
Монастирський ставок.
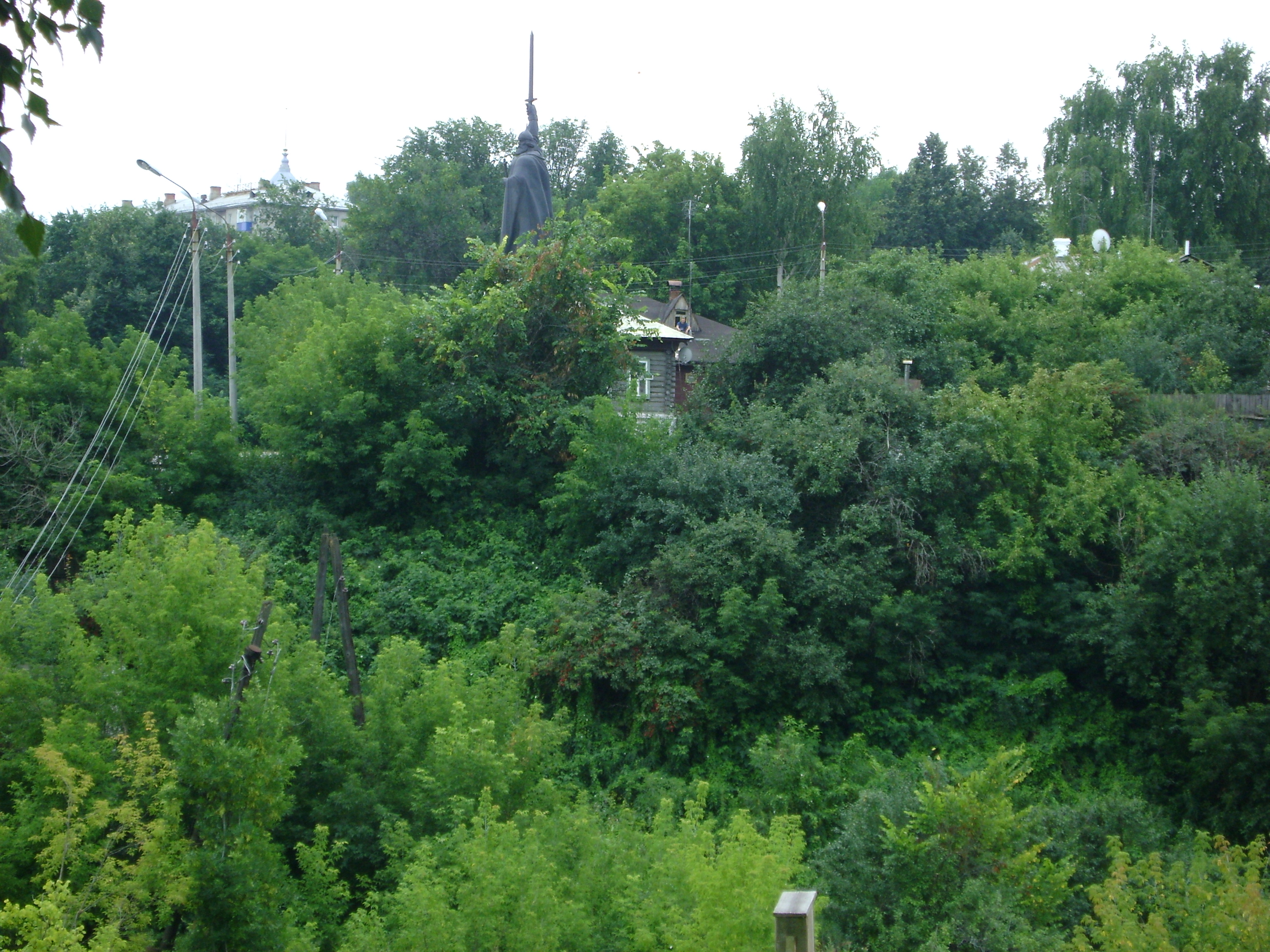
Вид на Княжу гору від Миколи Набережного.